# Stephen J. Turnovsky
Stephen J. Turnovsky (* 1941) ist ein neuseeländischer Ökonom und Hochschullehrer an der University of Washington, wo er die Castor-Professur für Volkswirtschaftslehre innehat. Er gehört zu den forschungsstärksten Ökonomen weltweit und hat insbesondere wichtige Beiträge auf den Gebieten der Internationalen Ökonomik sowie der Makroökonomie geleistet.

## Ausbildung
Turnovsky studierte zunächst reine und angewandte Mathematik sowie Volkswirtschaftslehre an der Victoria University of Wellington (1959–1963), von der er 1962 einen B.A. und 1963 einen M.A. erhielt. Für seine Promotion in VWL wechselte er 1964 an die Harvard University, die ihm 1968 einen Ph.D. für seine Dissertation „Konsumentenverhalten bei Unsicherheit des Angebots“ (Consumer Behavior under Conditions of Uncertainty in Supply) verlieh.

## Beruflicher Werdegang
Nach seiner Promotion nahm Turnovsky eine Stelle als Assistant Professor für Volkswirtschaftslehre an der University of Pennsylvania an, bevor er 1971 Associate Professor für VWL an der University of Toronto wurde. 1972 wechselte Turnovsky dann an die Australian National University, wo er als Professor für VWL arbeitete und mehrmals Vorsitzender der Abteilung für VWL war. Hiernach folgte er 1982 einem Ruf an die University of Illinois, wo er der IBE Distinguished Professor für VWL wurde, bevor er sich 1988 als Professur für VWL an der University of Washington niederließ und 1993 die Castor-Professur für VWL übertragen bekam. An der University of Washington war Turnovsky abermals mehrfach Vorsitzender der Abteilung für VWL und arbeitete kurzfristig als Direktor des dort angesiedelten Institute for Economic Research. Seit 2010 hat er außerdem eine Ehrenprofessur an seiner Alma Mater inne.
Seit 2002 arbeitet Turnovsky als beratender Redakteur für das Journal of Economic Dynamics and Control; frühere redaktionelle Tätigkeiten erfolgten unter anderem für die International Economic Review, das Journal of Money, Credit and Banking, das Journal of Public Economics und das Journal of International Economics.

## Forschung
Stephen J. Turnovsky gehört gemäß der wirtschaftswissenschaftlichen Publikationsdatenbank IDEAS zu den quantitativ forschungsstärksten Ökonomen der Welt und belegt derzeit Rang 29 im Gesamtranking von IDEAS. Turnovskys meistzitierte Forschungsarbeit ist ein 1995 gemeinsam mit Walter Henry Fisher geschriebener Artikel namens „The composition of government expenditure and its consequences for macroeconomic performance“. In diesem Artikel verwenden Fisher und Turnovsky ein intertemporelles Optimierungsmodell, um die Effekte staatlicher Konsum- und Infrastrukturausgaben auf makroökonomische Anpassung sowie Leistung zu vergleichen. Besondere Aufmerksamkeit gilt dem Zeitpfad des Aktienkapitals und dessen Anpassung an sowohl dauerhafte als auch vorübergehende Variationen in den staatlichen Ausgaben. Die Autoren legen dar, wie die Effekte beider Arten staatlicher Ausgaben auf die ökonomische Wohlfahrt in einen direkten Crowding-out-Effekt einerseits und eine zweite Komponente, die intertemporelle Zielkonflikte zwischen der kurzfristigen Kapitalakkumulationsrate und der resultierenden Veränderung des Aktienkapitals beschreibt, andererseits unterteilt werden kann.

## Mitgliedschaften
- American Economic Association
- Econometric Society
- American Statistical Association
- Canadian Economic Association
- Royal Economic Society
- Society of Economic Dynamics and Control
- Society of Computational Economics

## Veröffentlichungen

### Bücher
- Taylor, L. D., Stephen J. Turnovsky, T. A. Wilson (1973): The Inflationary Process in North American Manufacturing, Prices and Incomes Commission, Ottawa.
- Turnovsky, Stephen J. (1977): Macroeconomic Analysis and Stabilization Policy, Cambridge University Press, Cambridge.
- Turnovsky, Stephen J. (1990): International Macroeconomic Stabilization Policy, Basil Blackwell, Oxford.
- Turnovsky, Stephen J. (1995): Methods of Macroeconomic Dynamics, MIT Press, Cambridge MA.
  - Turnovsky, Stephen J. (2000): Methods of Macroeconomic Dynamics, 2. Auflage, MIT Press, Cambridge MA.
- Turnovsky, Stephen J. (1997): International Macroeconomic Dynamics, MIT Press.
- Turnovsky, Stephen J. (2009): Capital Accumulation and Economic  Growth in a Small Open Economy, Cambridge University Press.

### Artikel (Auswahl)
- Fisher, Walter Henry, Stephen J. Turnovsky (1995): The composition of government expenditure and its consequences for macroeconomic performance. In: Journal of Economic Dynamics and Control, Vol. 19, Nr. 4, S. 747–786.